# Ibrahim Sissoko
Ibrahim Sissoko (ur. 29 listopada 1991 w Troyes) – francuski piłkarz pochodzenia iworyjskiego występujący na pozycji napastnika.
Jest bratem Momo Sissoko z Levante UD i Abdou Sissoko z Granady. Jest także kuzynem bramkarza FC Metz, Oumara Sissoko.

## Kariera klubowa
W styczniu 2012 przeniósł się za 1,5 mln euro do Niemiec, do VfL Wolfsburg. 4 lutego 2012 debiutował w Bundeslidze w meczu przeciw Borussii Mönchengladbach (został zmieniony po pierwszej połowie). W 2012 roku został wypożyczony do Panathinaikosu.
29 lipca 2013 roku, przeszedł na zasadzie wypożyczenia do AS Saint-Étienne, a w 2014 roku wypożyczono go do Deportivo La Coruña. Latem 2014 przeszedł do Eskişehirsporu, a w 2015 do Konyasporu.
| Sezon   | Klub                       | Kraj       | Rozgrywki        | Mecze | Bramki | Rozgrywki Europy                    | Mecze | Bramki |
| ------- | -------------------------- | ---------- | ---------------- | ----- | ------ | ----------------------------------- | ----- | ------ |
| 2009/10 | Académica Coimbra          | Portugalia | Liga Sagres      | 9     | 0      | –                                   | –     | –      |
| 2010/11 | Académica Coimbra          | Portugalia | Liga Sagres      | 13    | 0      | –                                   | –     | –      |
| 2011/12 | VfL Wolfsburg              | Niemcy     | Bundesliga 1     | 2     | 0      | –                                   | –     | –      |
| 2012/13 | Panathinaikos AO (wyp.)    | Grecja     | League Ellada    | 28    | 2      | Liga Mistrzów UEFA Liga Europy UEFA | 4 5   | 1 0    |
| 2013/14 | AS Saint-Étienne (wyp.)    | Francja    | Ligue 1          | 4     | 0      | Liga Europy UEFA                    | 0     | 0      |
| 2013/14 | Deportivo La Coruña (wyp.) | Hiszpania  | Segunda División | 16    | 1      | –                                   | –     | –      |
| 2014/15 | Eskişehirspor              | Turcja     | Süper Lig        | 26    | 1      | –                                   | –     | –      |

Stan na: 27 sierpnia 2015 r.